# Lijst van rijksmonumenten in Zuidland
De plaats Zuidland telt 27 inschrijvingen in het rijksmonumentenregister. Hieronder een overzicht.
| Object | Oorspronkelijke functie?  | Bouwjaar                                                     | Architect | Locatie          | Coördinaten?                  | Nr.?   | Afbeelding        |
| --- | ------------------------- | ------------------------------------------------------------ | --------- | ---------------- | ----------------------------- | ------ | ----------------- |
| Boerderij | Boerderij                 | 1880 (vernieuwd)                                             |           | Kerkweg 3        | 51° 49' 9" NB, 4° 15' 19" OL  | 525148 | Meer afbeeldingen |
| Wagenschuur ten westen van de Vlaamse schuur | Boerderij                 | 1875-1900                                                    |           | Kerkweg bij 3    | 51° 49' 9" NB, 4° 15' 19" OL  | 525149 | Upload foto       |
| Karnhuis naast de linker zijgevel van de Vlaamse schuu | Boerderij                 | 1875-1900                                                    |           | Kerkweg bij 3    | 51° 49' 9" NB, 4° 15' 19" OL  | 525150 | Upload foto       |
| Hekwerk | Erfscheiding              | 1875-1900                                                    |           | Kerkweg bij 3    | 51° 49' 9" NB, 4° 15' 19" OL  | 525151 | Upload foto       |
| Hooiberg is gesitueerd op het achtererf van de boerderij | Boerderij                 | 1900-1940                                                    |           | Kerkweg bij 3    | 51° 49' 9" NB, 4° 15' 19" OL  | 525152 | Upload foto       |
| Schuur in de zuidoosthoek van het erf | Boerderij                 | 1900-1940                                                    |           | Kerkweg bij 3    | 51° 49' 8" NB, 4° 15' 21" OL  | 525153 | Upload foto       |
| Schuur in de zuidoosthoek van het erf | Boerderij                 | 1900-1940                                                    |           | Kerkweg bij 3    | 51° 49' 9" NB, 4° 15' 19" OL  | 525154 | Upload foto       |
| Pootaardappelschuur | Boerderij                 | 1900-1940                                                    |           | Kerkweg bij 3    | 51° 49' 9" NB, 4° 15' 19" OL  | 525155 | Upload foto       |
| Boerderij met Vlaamse schuur met middenlangsdeel en woonhuis met ingezwenkte lijstgevel | Boerderij                 | 1880 (vernieuwd)                                             |           | Schoutsweg 2     | 51° 48' 11" NB, 4° 13' 16" OL | 525161 | Meer afbeeldingen |
| Wagenschuur | Boerderij                 | 1875-1900                                                    |           | Schoutsweg bij 2 | 51° 48' 11" NB, 4° 13' 16" OL | 525162 | Upload foto       |
| Kleine wagenschuur | Boerderij                 | 1875-1900                                                    |           | Schoutsweg bij 2 | 51° 48' 11" NB, 4° 13' 16" OL | 525163 | Upload foto       |
| Siertuin | Tuin, park en plantsoen   | ca. 1880                                                     |           | Schoutsweg bij 2 | 51° 48' 20" NB, 4° 13' 17" OL | 525164 | Upload foto       |
| Kiemschuur voor aardappelen | Boerderij                 | 1900-1925                                                    |           | Schoutsweg bij 2 | 51° 48' 11" NB, 4° 13' 16" OL | 525165 | Upload foto       |
| Neckwaerdt | Woonhuis                  | 1800                                                         |           | Stationsweg 7    | 51° 49' 25" NB, 4° 15' 35" OL | 525169 | Neckwaerdt        |
| Boerderij, bestaande uit een Vlaamse schuur met zijlangsdeel en dwarshuis met tussenlid | Boerderij                 | 1871                                                         |           | Nieuwe Veerdam 3 | 51° 49' 25" NB, 4° 15' 53" OL | 525170 | Upload foto       |
| Pandje met zadeldak tussen gepleisterde puntgevels | Woonhuis                  | ca. 1800                                                     |           | Hoofd 1          | 51° 49' 23" NB, 4° 15' 42" OL | 9411   | Meer afbeeldingen |
| Pandje met zadeldak tussen puntgevels, waarvan de voorste gepleisterd. Oud winkelinterieur, pithuisje | Werk-woonhuis             | ca. 1800                                                     |           | Hoofd 3          | 51° 49' 22" NB, 4° 15' 42" OL | 9412   | Meer afbeeldingen |
| Pandje met zadeldak tussen puntgevels, waarvan de voorste gepleisterd | Werk-woonhuis             | ca. 1800                                                     |           | Hoofd 5          | 51° 49' 23" NB, 4° 15' 42" OL | 9413   | Meer afbeeldingen |
| Bartholomeüskerk | Kerk en kerkonderdeel     | eerste kwart 16e eeuw tweede helft 15e eeuw                  |           | Kerkstraat 8     | 51° 49' 21" NB, 4° 15' 38" OL | 9414   | Meer afbeeldingen |
| Pand van alleen begane-grond met zadeldak tussen IJsselstenen puntgevels met vlechtingen. Belangrijk door zijn ligging ten Z.W. van de kerk                                                                 | Woonhuis                  |                                                              |           | Kerkstraat 12    | 51° 49' 20" NB, 4° 15' 34" OL | 9415   | Meer afbeeldingen |
| "Vee en Bouwlust", boerderij, waarvan het woongedeelte een ingezwenkte IJsselstenen gevel onder rechte lijst en met rode strekken boven de vensters heeft met schuur                                        | Boerderij                 | eerste helft 19e eeuw (boerderij) mogelijk 18e eeuw (schuur) |           | Kerkweg 7        | 51° 49' 12" NB, 4° 15' 14" OL | 9416   | Meer afbeeldingen |
| De Arend | Industrie- en poldermolen | 1844 (steen)                                                 |           | Molendijk 35     | 51° 49' 11" NB, 4° 15' 58" OL | 9417   | Meer afbeeldingen |
| Pand met IJsselstenen tuitgevel, waarin rode strekken boven de vensters. Stoep met stoeppalen | Woonhuis                  | eerste kwart 19e eeuw                                        |           | Ring 3           | 51° 49' 20" NB, 4° 15' 43" OL | 9418   | Meer afbeeldingen |
| Pand met gepleisterde puntgevel | Werk-woonhuis             | 17e eeuw                                                     |           | Ring 7           | 51° 49' 19" NB, 4° 15' 42" OL | 9419   | Meer afbeeldingen |
| Pand met gepleisterde ingezwenkte gevel, afgedekt door kroonlijst. Deuromlijsting met verdiepte pilasters, vensters, waarin zesruitsschuiframen met gegroefde middenstijlen, ankers en stoep met stoeppalen | Woonhuis                  | eerste helft 19e eeuw, maar in oorsprong mogelijk 17e eeuw   |           | Ring 22          | 51° 49' 22" NB, 4° 15' 41" OL | 9420   | Meer afbeeldingen |
| Op sluis gebouwde woonhuis | Werk-woonhuis             | 1637 (gevelsteen)                                            |           | Ring 13          | 51° 49' 20" NB, 4° 15' 40" OL | 9421   | Meer afbeeldingen |
| Ahthoekige houten theekoepel in de tuin van dit pand, Lod. XVI met bewerkte daklijst en als bekroning een siervaas op het dak                                                                               | Bijgebouwen kastelen enz. |                                                              |           | Stationsweg 7    | 51° 49' 25" NB, 4° 15' 35" OL | 9422   | Meer afbeeldingen |